# Гірська тайга півострова Аляска
Гірська тайга півострова Аляска (ідентифікатор WWF: NA0601) — неарктичний екорегіон тайги, розташований на південному заході Аляски в США.

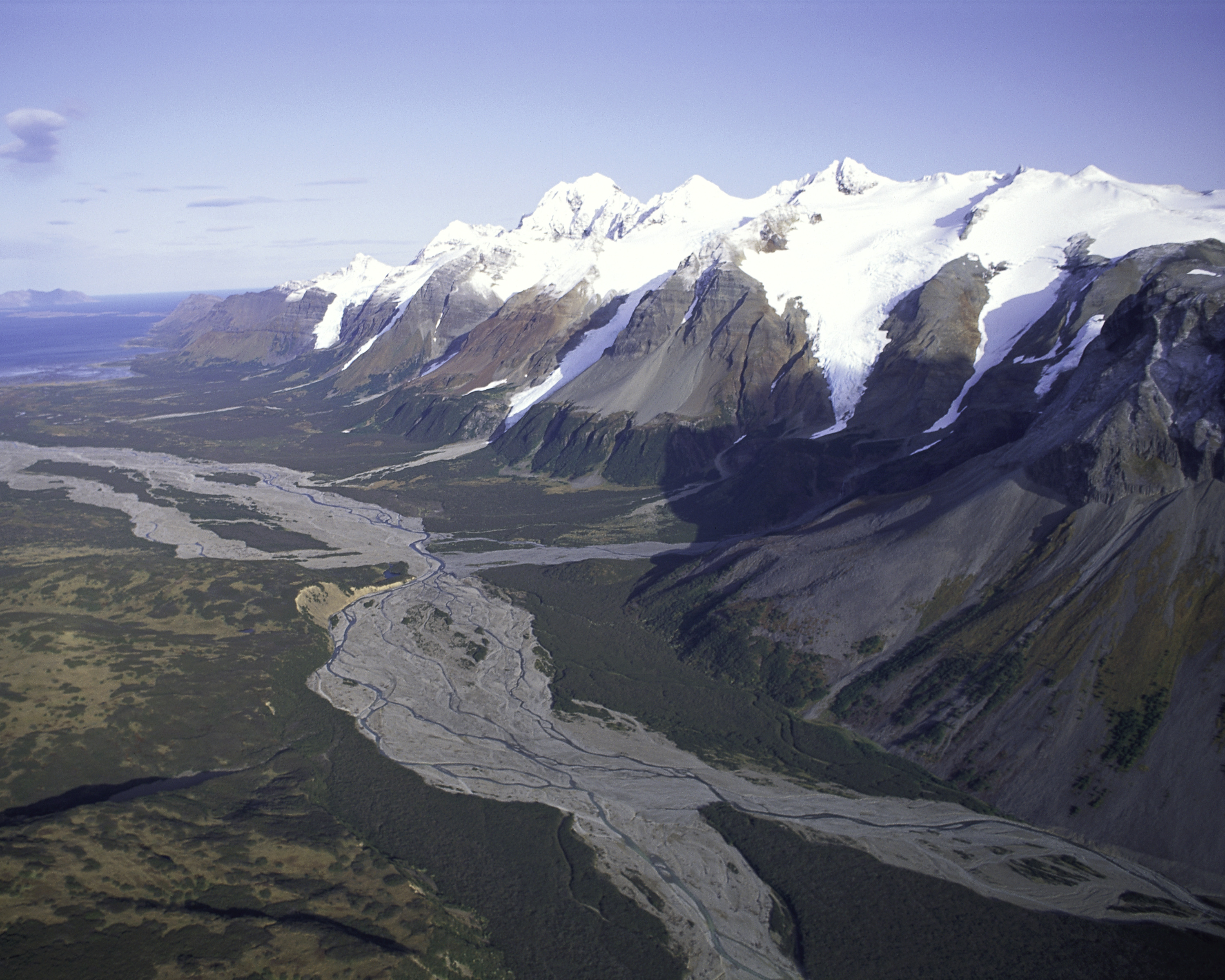
Ландшафт півострова Аляска

## Географія
Екорегіон гірської тайги півострова Аляска простягається від річки Макніл та затоки Кука на захід вздовж гористої південної частини півострова Аляска. Також він охоплює південну частину острова Унімак, найбільшого та найсхіднішого з Алеутських островів, та більшу частину Кадьяцького архіпелагу в Аляскинській затоці. Рельєф регіону переважно представлений пологими горами, які підіймаються на висоту до 1200 м над рівнем моря, однак деякі вулкани можуть досягати висоти 1400-2600 м над рівнем моря. Вулканічні ґрунти легко розмиваються під час сильних дощів, що іноді перешкоджає розвитку рослинності.
На півночі півострова Аляска та острова Унімак екорегіон переходить у низинну тундру Берингії, а в горах на північному сході — у тундру Аляскинського хребта та гір Святого Іллі.

## Клімат
В межах екорегіону переважає відносно м'який субполярний океанічний клімат (Cfc за класифікацією кліматів Кеппена), на який великий вплив здійснює тепла Аляскинська течія. Середньорічна кількість опадів уздовж узбережжя коливається від 600 до 3300 мм, а на великих висотах вона може перевищувати 4000 мм. Середні температури взимку коливаються від -11 до 1 °C, а влітку від 6 до 15 °C. Багаторічна мерзлота в екорегіоні відсутня, однак під час плейстоцену він був вкритий льодовиком, залишки якого збереглися у високогір'ях.

## Флора
На верхніх схилах гір регіону та на інших відкритих ділянках поширені карликові чагарники, зокрема чорні водянки (Empetrum nigrum), чорниці (Vaccinium spp.), арктичні верби (Salix arctica) та гірські дріяди (Dryas octopetala). В більш захищених місцях на нижчих висотах поширені невисокі чагарникові зарості, основу яких складають верби (Salix spp.), а також карликові чагарники та різнотрав'я. Також на низьких висотах поширені відносно високі кущі зеленої вільхи (Alnus alnobetula subsp. sinuata) та верби. В заплавах та на південних схилах гір зустрічаються ліси бальзамистої тополі (Populus balsamifera).

## Фауна
Екорегіон вирізняється великою популяцією гризлі (Ursus arctos horribilis), яких можна побачити на берегах річок, коли ведмеді полюють на лососів. На Кадьякському архіпелазі мешкають кадьякські бурі ведмеді (Ursus arctos middendorffi), найбільші серед усіх підвидів бурого ведмедя. Серед інших ссавців, поширених в екорегіоні, слід відзначити карибу (Rangifer tarandus groenlandicus), аляскинського лося (Alces alces gigas), канадського вовка (Canis lupus occidentalis), аляскинську лисицю (Vulpes vulpes alascensis), канадську рись (Lynx canadensis), звичайну росомаху (Gulo gulo), канадську видру (Lontra canadensis), американську куницю (Martes americana), горностая (Mustela erminea), річкового візона (Neogale vison), аляскинського зайця (Lepus othus), канадського бобра (Castor canadensis), арктичного ховраха (Urocitellus parryii) та канадського голкошерста (Erethizon dorsatum).
Серед морських ссавців, що зустрічаються в екорегіоні, слід відзначити тихоокеанського звичайного тюленя (Phoca vitulina richardsi), сивуча (Eumetopias jubatus) та морського калана (Enhydra lutris). У навколишніх водах зустрічаються білухи (Delphinapterus leucas), косатки (Orcinus orca) та сірі кити (Eschrichtius robustus). На острові Унімак, на островах затоки Степовак, на островах Семіді та в інших прибережних частинах екорегіону знаходяться великі колонії морських птахів. Серед морських птахів, що гніздяться в екорегіоні, слід відзначити топорика (Fratercula cirrhata), тонкодзьобу кайру (Uria aalge), товстодзьобу кайру (Uria lomvia) та кочівного буревісника (Fulmarus glacialis). У прибережних водах навколо острова Кадьяк зимує понад 1,5 мільйона морських птахів.

## Збереження
Оцінка 2017 року показала, що 20 413 км², або 86 % екорегіону, є заповідними територіями. Природоохоронні території включають: Національний парк Катмай, Національний природний заповідник півострова Аляска, Національний природний заповідник Ізембек, Кадьякський національний природний заповідник, Національна пам'ятка та заказник Анікчак та Національний природний заповідник Бочарова.